# Steppin' onto the Scene
Steppin' onto the Scene – kaseta demo. Kaseta ma dwie strony o różnych nazwach "The M&M Side" (Eminem) i "The Chaos Side" (Chaos Kid). Produkcją zajął się Manix, a scratche na albumie wykonał DJ Buttafingaz.

## Lista utworów

### The M&M Side
| Nr | Tytuł                       | Czas | Producent | Wykonawcy |
| -- | --------------------------- | ---- | --------- | --------- |
| 1  | "Steppin' On To The Scene"  | 2:25 | Manix     | Eminem    |
| 2  | "Phattest Skinny Kid Alive" | 3:57 | Manix     | Eminem    |
| 3  | "Under New Management"      | 4:02 | Manix     | Eminem    |

### The Chaos Side
| Nr | Tytuł             | Czas | Producent | Wykonawcy |
| -- | ----------------- | ---- | --------- | --------- |
| 4  | "Style-O-Maniac"  | 5:53 | Manix     | Chaos Kid |
| 5  | "Enuff Is Enuff"  | 7:04 | Manix     | Chaos Kid |
| 6  | "Lord Have Mercy" | 3:39 | Manix     | Chaos Kid |